# Górki Śląskie
Górki Śląskie (niem. Gurek, Gureck, w latach 1936–1945 Waldeck) – wieś w Polsce położona w województwie śląskim, w powiecie raciborskim, w gminie Nędza.
W latach 1975–1998 miejscowość należała administracyjnie do województwa katowickiego.

## Położenie
Wieś położona jest w Lasach Rudzkich, na prawym brzegu rzeki Suminy. Przebiega przez nią linia kolejowa z Nędzy do Rybnika.

## Historia
Pierwszy raz wieś występuje w dokumentach z 1426 roku jako Gurky, chociaż istniała już w XIII wieku. Przy brzegu rzeki powstała wówczas drewniana wieża obronna, tzw. zamek wodny na Kopcu, będący siedzibą właściciela wsi. Budowla zachowała się do XVIII wieku.
W XV wieku właściciel miejscowości toczył spór o okoliczne stawy z zakonem dominikanek z Raciborza.
Wieś była w posiadaniu rodów rycerskich, m.in. Szeligów, Raszczyców, Trachów, Eichendorffów i Eickstedtów. Przebywał tu często poeta romantyczny – Joseph von Eichendorff, o czym pisał w swoich Śląskich pamiętnikach.
W 1886 roku we wsi założono Ochotniczą straż pożarną.

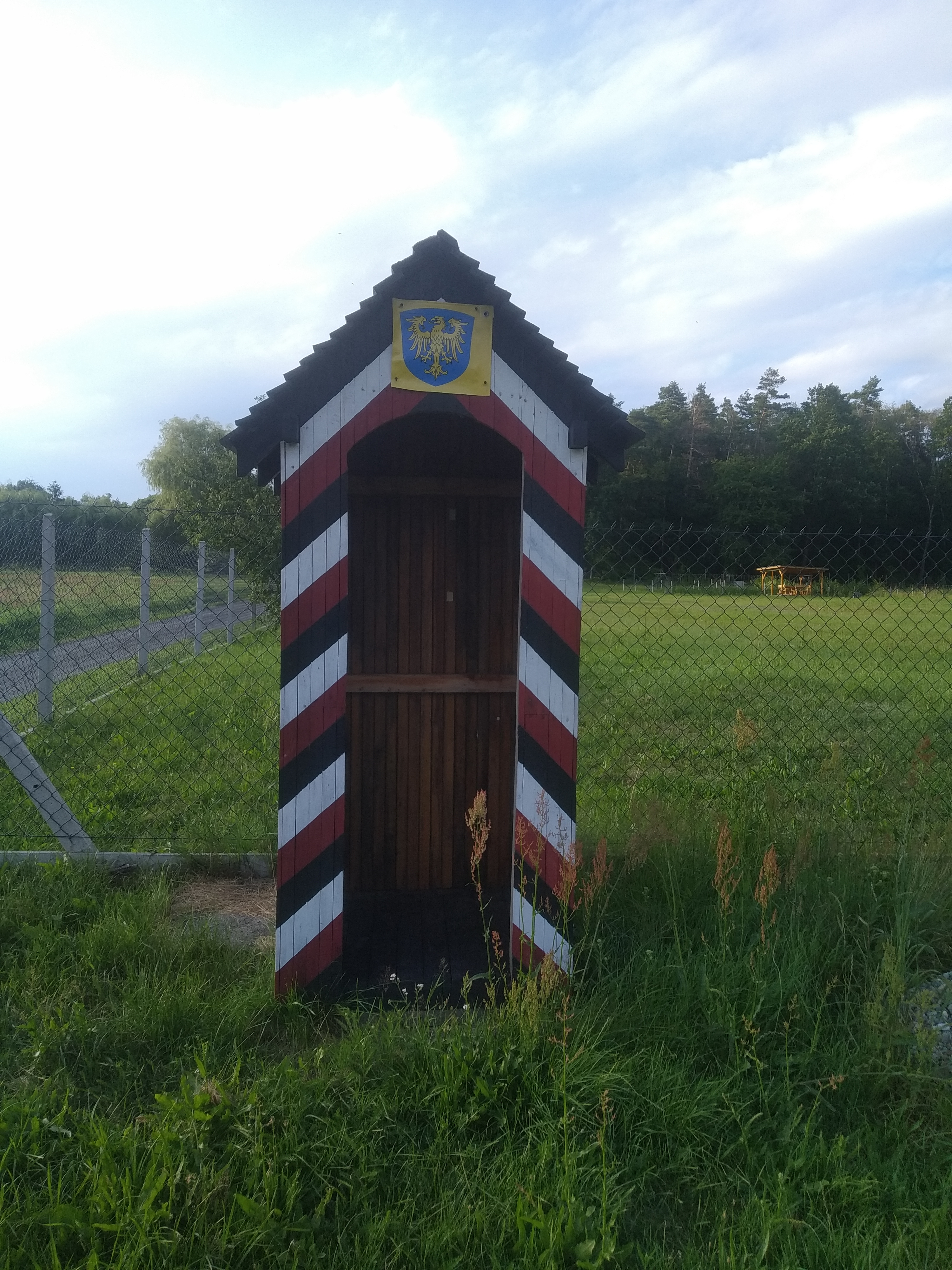
Posterunek graniczny z czasów II RP (2020)

Po podziale Górnego Śląska pomiędzy Niemcy i Polskę w 1922 roku Górki (wówczas Gurek) pozostawiono w Niemczech, tuż przy granicy z Polską.
Przez wieś przechodził marsz śmierci więźniów obozu koncentracyjnego Auschwitz-Birkenau w 23 stycznia 1945 roku. Na terenie Górek zginęło wówczas 17 osób, które pochowano na miejscowym cmentarzu.

## Oświata
W miejscowości znajduje się Zespół Szkolno-Przedszkolny im. Jana Pawła II. Pierwszy budynek szkolny został wybudowany ok. 1830 roku przy ulicy Bogunickiej. Od 1905 roku szkoła znajduje się przy obecnej ulicy Ofiar Oświęcimskich.

## Religia

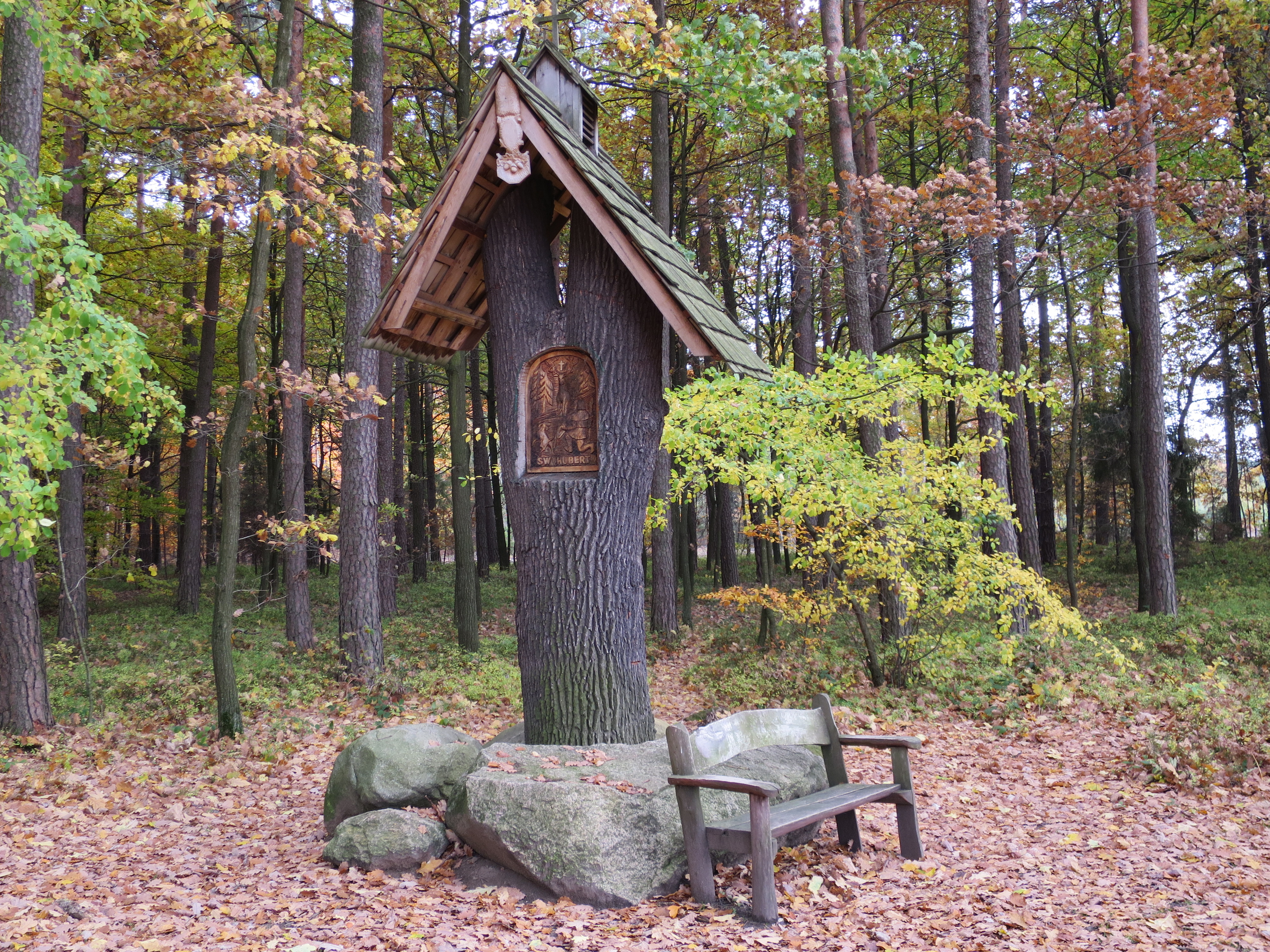
Kapliczka św. Huberta w pobliskim lesie

Górki Śląskie są siedzibą parafii Dobrego Pasterza. Kościół budowano w latach 1980–1986. We wsi znajduje się również kapliczka św. Jana Nepomucena z końca XIX wieku oraz kapliczka św. Huberta w pobliskim lesie.

## Sport
W 1984 roku oddano do użytku stadion piłkarski z trybunami. Powstały także korty tenisowe.

## Turystyka
W północnej części wsi znajduje się Aleja Dębowa o długości 800 m. W centralnej części znajdują się dęby dużych rozmiarów zwane Trzej Pielgrzymi.